# Akanda
Akanda est une ville gabonaise faisant office de chef-lieu de la province de l'Estuaire depuis le 15 avril 2022 en lieu et place de Libreville la capitale du pays.
D'abord commune de ladite capitale étatique en 2013, regroupant les quartiers Angondjé, Avorbam, La Sablière, cap Santa clarà et du cap Estérias, elle acquiert le 14 avril 2022 le statut de commune à part entière puis aussitôt le titre de chef-lieu de la première province du Gabon, celle de l'Estuaire, laissant au reste majoritaire de Libreville le statut de capitale administrative et politique de la nation. 
Akanda abrite le parc national d'Akanda.